# ザ・スキッズ
スキッズ（Skids）は、イギリスのパンク・ロック・バンド。スチュアート・アダムソンが中心となって1977年に結成された。ニュー・ウェイヴともいわれることがある。1981年のアルバム『Joy』発表後に解散した。
2007年に再結成して2010年までに散発的なライブを行う。2017年の結成40周年記念ライブでの再々結成を機に新作アルバムを発表するなど本格的な活動を再開している。

## 略歴
リチャード・ジョブソン（Richard Jobson、ボーカル）、ウィリアム・シンプソン（William Simpson、ベース）、トーマス・ケリハン（Thomas Kellichan、ドラム）、スチュアート・アダムソン（Stuart Adamson、ギター）の4名で結成されたが、ファースト・アルバム『スケアード・トゥ・ダンス』発表後すぐにケリハンが脱退。セカンド・アルバム『デイズ・イン・ヨーロッパ』のドラムは、ゲストとして、ラスティ・イーガンが担当した。そしてセカンド・アルバム発表後、シンプソンまで脱退してしまう。
その後、新たにマイク・ベイリー（ドラム）と、ラッセル・ウェッブ（ベース）が加入してスキッズは、サード・アルバム『アブソルート・ゲーム』を発表した。このアルバムは、全英9位という大ヒット作品となったが、アルバム発表後すぐにベイリーが脱退。スチュアート・アダムソンは、音楽的な意見の違いでリチャード・ジョブソンともめていた。それが原因でアダムソンも、バンドを脱退してしまう。なお、脱退後のアダムソンは、ビッグ・カントリーを結成している。
最終的に、リチャード・ジョブソンとラッセル・ウェッブの2名が、スキッズの正式なメンバーとなった。J・J・ジョンソンなどがゲスト参加して4枚目のアルバム『Joy』が発表されたが、1982年に解散してしまう。
2006年には、U2とグリーン・デイが彼らのヒット曲「セインツ・アー・カミング」をカバーし、全英チャート2位まで上がった。
2007年、リチャード・ジョブソン、ウィリアム・シンプソン、マイク・ベイリーに加え、ブルース・ワトソン（ギター、バック・ボーカル）、ジェイミー・ワトソン（ギター）、ブライアン・ジョブソン（バック・ボーカル）、ジェーン・バトン（バック・ボーカル）というメンバーで、グループ結成30周年と、2001年に亡くなったスチュアート・アダムソンへの追悼として3回のライブ公演を行った。その後も2009年、2010年にライブを行っている。
2017年に結成40周年を記念して再結成ツアーを行った。ラインナップは、リチャード・ジョブソン、ウィリアム・シンプソン、マイク・ベイリー、ブルース・ワトソン、ジェイミー・ワトソン。その後はメンバー・チェンジなどもありつつ、定期的な音楽活動を継続し、新作アルバム『Burning Cities』を発表するなどしている。

## ディスコグラフィ

### スタジオ・アルバム
- 『スケアード・トゥ・ダンス』 - Scared to Dance (1979年)
- 『デイズ・イン・ヨーロッパ』 - Days in Europa (1979年)
- 『アブソルート・ゲーム』 - The Absolute Game (1980年)
- Joy (1981年)
- Burning Cities (2018年)
- Peaceful Times (2019年)
- Songs from a Haunted Ballroom (2021年)
- Destination Düsseldorf (2023年)

### ライブ・アルバム
- 『ライヴ・イン・コンサート』 - BBC Radio 1 Live in Concert (1992年)
- Masquerade Masquerade – The Skids Live (2007年)
- Live in London (2017年)
- Skids Live Volume 1 2010 (2021年)
- Skids Live Volume 2 – Lockdown Live (2021年)